# Reprezentacja Kataru U-17 w piłce nożnej mężczyzn
Reprezentacja Kataru U-17 w piłce nożnej mężczyzn – męska piłkarska reprezentacja Kataru do lat 17. Największymi sukcesami reprezentacji jest zdobycie złota na mistrzostwach Azji w 1990 roku oraz IV miejsca na mistrzostwach świata w 1991 roku.

## Mistrzostwa Świata
| Rok   | Runda                   | M                       | W                       | R                       | P                       | GZ                      | GS                      |
| ----- | ----------------------- | ----------------------- | ----------------------- | ----------------------- | ----------------------- | ----------------------- | ----------------------- |
| 1985  | Faza grupowa            | 3                       | 0                       | 0                       | 3                       | 2                       | 8                       |
| 1987  | Ćwierćfinał             | 4                       | 2                       | 1                       | 1                       | 4                       | 5                       |
| 1989  | Nie zakwalifikowała się | Nie zakwalifikowała się | Nie zakwalifikowała się | Nie zakwalifikowała się | Nie zakwalifikowała się | Nie zakwalifikowała się | Nie zakwalifikowała się |
| 1991  | IV miejsce              | 6                       | 2                       | 1                       | 3                       | 3                       | 3                       |
| 1993  | Faza grupowa            | 3                       | 1                       | 0                       | 2                       | 3                       | 7                       |
| 1995  | Faza grupowa            | 3                       | 0                       | 1                       | 2                       | 1                       | 5                       |
| 1997  | Nie zakwalifikował się  | Nie zakwalifikował się  | Nie zakwalifikował się  | Nie zakwalifikował się  | Nie zakwalifikował się  | Nie zakwalifikował się  | Nie zakwalifikował się  |
| 1999  | Ćwierćfinał             | 4                       | 2                       | 0                       | 2                       | 6                       | 4                       |
| 2001  | Nie zakwalifikował się  | Nie zakwalifikował się  | Nie zakwalifikował się  | Nie zakwalifikował się  | Nie zakwalifikował się  | Nie zakwalifikował się  | Nie zakwalifikował się  |
| 2003  | Nie zakwalifikował się  | Nie zakwalifikował się  | Nie zakwalifikował się  | Nie zakwalifikował się  | Nie zakwalifikował się  | Nie zakwalifikował się  | Nie zakwalifikował się  |
| 2005  | Nie zakwalifikował się  | Nie zakwalifikował się  | Nie zakwalifikował się  | Nie zakwalifikował się  | Nie zakwalifikował się  | Nie zakwalifikował się  | Nie zakwalifikował się  |
| 2007  | Nie zakwalifikował się  | Nie zakwalifikował się  | Nie zakwalifikował się  | Nie zakwalifikował się  | Nie zakwalifikował się  | Nie zakwalifikował się  | Nie zakwalifikował się  |
| 2009  | Nie zakwalifikował się  | Nie zakwalifikował się  | Nie zakwalifikował się  | Nie zakwalifikował się  | Nie zakwalifikował się  | Nie zakwalifikował się  | Nie zakwalifikował się  |
| 2011  | Nie zakwalifikował się  | Nie zakwalifikował się  | Nie zakwalifikował się  | Nie zakwalifikował się  | Nie zakwalifikował się  | Nie zakwalifikował się  | Nie zakwalifikował się  |
| 2013  | Nie zakwalifikował się  | Nie zakwalifikował się  | Nie zakwalifikował się  | Nie zakwalifikował się  | Nie zakwalifikował się  | Nie zakwalifikował się  | Nie zakwalifikował się  |
| 2015  | Nie zakwalifikował się  | Nie zakwalifikował się  | Nie zakwalifikował się  | Nie zakwalifikował się  | Nie zakwalifikował się  | Nie zakwalifikował się  | Nie zakwalifikował się  |
| 2017  | Nie zakwalifikował się  | Nie zakwalifikował się  | Nie zakwalifikował się  | Nie zakwalifikował się  | Nie zakwalifikował się  | Nie zakwalifikował się  | Nie zakwalifikował się  |
| 2019  | Nie zakwalifikował się  | Nie zakwalifikował się  | Nie zakwalifikował się  | Nie zakwalifikował się  | Nie zakwalifikował się  | Nie zakwalifikował się  | Nie zakwalifikował się  |
| 2023  | Nie zakwalifikował się  | Nie zakwalifikował się  | Nie zakwalifikował się  | Nie zakwalifikował się  | Nie zakwalifikował się  | Nie zakwalifikował się  | Nie zakwalifikował się  |
| Razem | Turniejów finał.        | 23                      | 7                       | 3                       | 13                      | 19                      | 32                      |

## Mistrzostwa Azji
| Rok   | Runda                  | M                      | W                      | R                      | P                      | GZ                     | GS                     |
| ----- | ---------------------- | ---------------------- | ---------------------- | ---------------------- | ---------------------- | ---------------------- | ---------------------- |
| 1985  | II miejsce             | 3                      | 2                      | 0                      | 1                      | 4                      | 1                      |
| 1986  | II miejsce             | 5                      | 4                      | 0                      | 1                      | 9                      | 1                      |
| 1988  | Faza grupowa           | 4                      | 2                      | 1                      | 1                      | 6                      | 3                      |
| 1990  | I miejsce              | 4                      | 3                      | 1                      | 0                      | 6                      | 0                      |
| 1992  | II miejsce             | 5                      | 3                      | 0                      | 2                      | 9                      | 6                      |
| 1994  | Faza grupowa           | 6                      | 4                      | 0                      | 2                      | 5                      | 5                      |
| 1996  | Nie zakwalifikował się | Nie zakwalifikował się | Nie zakwalifikował się | Nie zakwalifikował się | Nie zakwalifikował się | Nie zakwalifikował się | Nie zakwalifikował się |
| 1998  | II miejsce             | 6                      | 4                      | 1                      | 1                      | 12                     | 5                      |
| 2000  | Nie zakwalifikował się | Nie zakwalifikował się | Nie zakwalifikował się | Nie zakwalifikował się | Nie zakwalifikował się | Nie zakwalifikował się | Nie zakwalifikował się |
| 2002  | Ćwierćfinał            | 4                      | 1                      | 0                      | 3                      | 4                      | 6                      |
| 2004  | III miejsce            | 6                      | 4                      | 1                      | 1                      | 15                     | 7                      |
| 2006  | Nie zakwalifikował się | Nie zakwalifikował się | Nie zakwalifikował się | Nie zakwalifikował się | Nie zakwalifikował się | Nie zakwalifikował się | Nie zakwalifikował się |
| 2008  | Nie zakwalifikował się | Nie zakwalifikował się | Nie zakwalifikował się | Nie zakwalifikował się | Nie zakwalifikował się | Nie zakwalifikował się | Nie zakwalifikował się |
| 2010  | Nie zakwalifikował się | Nie zakwalifikował się | Nie zakwalifikował się | Nie zakwalifikował się | Nie zakwalifikował się | Nie zakwalifikował się | Nie zakwalifikował się |
| 2012  | Nie zakwalifikował się | Nie zakwalifikował się | Nie zakwalifikował się | Nie zakwalifikował się | Nie zakwalifikował się | Nie zakwalifikował się | Nie zakwalifikował się |
| 2014  | Faza grupowa           | 3                      | 0                      | 2                      | 1                      | 4                      | 5                      |
| 2016  | Nie zakwalifikował się | Nie zakwalifikował się | Nie zakwalifikował się | Nie zakwalifikował się | Nie zakwalifikował się | Nie zakwalifikował się | Nie zakwalifikował się |
| 2018  | Nie zakwalifikował się | Nie zakwalifikował się | Nie zakwalifikował się | Nie zakwalifikował się | Nie zakwalifikował się | Nie zakwalifikował się | Nie zakwalifikował się |
| 2023  | Faza grupowa           | 3                      | 0                      | 1                      | 2                      | 2                      | 8                      |
| Razem | Turniejów finał.       | 49                     | 27                     | 7                      | 15                     | 76                     | 47                     |

## Aktualny skład
Aktualny skład drużyny można przeglądać na stronie transfermarkt.pl.